# Miladinovtsi
Miladinovtsi (bulgariska: Миладиновци) är ett distrikt i Bulgarien.   Det ligger i kommunen obsjtina Tundzja och regionen Jambol, i den centrala delen av landet, 250 km öster om huvudstaden Sofia.
Trakten runt Miladinovtsi består till största delen av jordbruksmark. Runt Miladinovtsi är det glesbefolkat, med 20 invånare per kvadratkilometer.